# سدر پسح

سِدِر پسح ضیافتی مناسکی است که نشانگر عید یهودی پسح است. این جشن در سراسر جهان در شب روز چهاردهم نیسان در گاه‌شماری عبری جشن گرفته می‌شود. این روز در اواخر مارس یا در آوریل گاه‌شماری میلادی می‌افتد و پسح ۷ روز در اسرائیل و ۸ روز در خارج از آن به طول می‌انجامد. یهود معمولاً دو سدر برگزار می‌کنند: در اسرائیل یک سدر در شب اول پسح برگزار می‌شود در بسیاری از جوامع دور از وطن همچنین سدری در شب دوم برگزار می‌کنند. سدر مناسکی است که بازگو کننده داستان آزادی بنی‌اسرائیل از بردگی در مصر باستان است. این داستان در سفر خروج (شموت) در کتاب مقدس عبری آمده‌است. سدر خود بر اساس آیه‌ای از کتاب مقدس عبری است که به یهودیان دستور می‌دهد مهاجرت از مصر باستان را بازگو کنند: "و در آن روز پسر خود را خبر داده، بگو: «این است به سبب آنچه خداوند به من کرد، وقتی که از مصر بیرون آمدم.»" (خروج ۱۳:۸)